# Sredalj
Sredalj (mađ. Drávaszerdahely) je selo u južnoj Mađarskoj.
Zauzima površinu od 6,24 km četvorna.

## Zemljopisni položaj
Nalazi se na 45° 50' 9" sjeverne zemljopisne širine i 18° 9' 48" istočne zemljopisne dužine, 5 km sjeverozapadno od Drave i granice s Republikom Hrvatskom. Najbliže naselje u RH je Donji Miholjac koji se nalazi 7 km južno.
Drávacsepely je 1,5 km zapadno, Rádfalva je 2,5 km sjeverozapadno, Visov je 3 km sjeverno, Marva je 2 km sjeveroistočno, Pačva je 2 km istočno, a Čeja je 1,5 km južno.
Selo Kovačida je neposredni istočni susjed. Sredalj se prema istoku nastavlja u Kovačidu. 

## Upravna organizacija
Upravno pripada Šikloškoj mikroregiji u Baranjskoj županiji. Poštanski broj je 7847.

## Povijest
Povijesni izvori prvi put spominju Sredalj 1177. pod imenom Zeredahel. Spominje se prepozitura (prepoštura) u posjedu kémeskih gospodara.
1332. se u ispravama spominje u oblicima Zerada, Zeredahel, Zoradahel, Ziradahel, Zerehahel.

## Promet
Sjeverno od Sredlja prolazi željeznička prometnica Barča – Viljan – Mohač. U susjednom selu Kovačidi je željeznička postaja.

## Stanovništvo
Sredalj ima 199 stanovnika (2001.). Mađari su većina. Nešto više od polovice stanovnika su rimokatolici, a nešto više od trećine su kalvinisti.

## Vanjske poveznice
- Sredalj na fallingrain.com